# Amphissos
Amphissos est le fils d’Apollon et de Dryope, il est le fondateur et prince de la ville d’Amphissa, près du mont Œta. Il y érigea un temple en l’honneur d’Apollon et un autre en l’honneur des nymphes, dont l’accès était interdit aux femmes.

## Description
Peu de détails sont donnés sur Amphissos, à part le fait qu'il était d’une force prodigieuse .

## Mythe
Apollo découvrit un jour la dryade Dryope alors qu'elle s'occupait de ses moutons à flanc de montagne, accompagnée d'autres dryades. Il se cacha derrière un arbre pour l'observer. Souhaitant l'approcher sans qu'elle ne fuie, il se transforma en tortue. Dryope, apercevant l'animal, s'approcha de la tortue et la revendiqua comme sienne. C'est alors que, pour effrayer les autres dryades et les faire fuir, Apollo se transforma en serpent. Il s'unit alors à Dryope et de leur union naquit un enfant, Amphissos. 